# Kênh Truyền hình Quốc phòng Việt Nam
Kênh Truyền hình Quốc Phòng Việt Nam (viết tắt là QPVN) là kênh truyền hình cập nhật thông tin về Quân đội nhân dân Việt Nam và một số thông tin quân sự, quốc phòng trên thế giới. Kênh được phát sóng ngay trong ngày Kỷ niệm 123 năm ngày sinh của Chủ tịch Hồ Chí Minh, được ra mắt tại Trung tâm Hội nghị Quốc gia, Quân ủy Trung ương và Bộ Quốc phòng.

## Nhiệm vụ và nội dung
Kênh Truyền hình Quốc phòng Việt Nam là cơ quan ngôn luận của Quân ủy Trung ương, Bộ Quốc phòng, tiếng nói của lực lượng vũ trang và nhân dân Việt Nam. Đây là kênh truyền hình chuyên biệt của lực lượng quân sự, quốc phòng nhằm đáp ứng yêu cầu tuyên truyền, quảng bá sâu rộng về xây dựng Quân đội nhân dân Việt Nam, xây dựng nền quốc phòng toàn dân và bảo vệ Tổ quốc trong thời kỳ mới. Kênh Truyền hình Quốc phòng Việt Nam sẵn sàng đảm nhận nhiệm vụ của Đài Truyền hình Việt Nam trong những tình huống đặc biệt khẩn cấp.
Kênh QPVN có nội dung phong phú với gần 40 kịch bản chính được sản xuất chuyên sâu về các lĩnh vực quân sự - quốc phòng và truyền thông tập trung cho nhiệm vụ chiến lược bảo vệ Tổ quốc. Kênh QPVN có 7 nhóm nội dung chương trình cơ bản, gồm: Tin tức, Tài liệu - Chính luận, Tài liệu - Nhân văn, Phim truyện, Thể thao - Giải trí, Tiếp sóng và phát lại chương trình của Đài Truyền hình Việt Nam, Giới thiệu chương trình và đệm sóng. Qua các chương trình trên, quân dân cả nước sẽ được theo dõi những tin tức thời sự trong và ngoài nước; phản ánh, bình luận hoạt động quốc phòng, các hoạt động chính trị, xã hội theo định hướng tuyên truyền của Đảng, Nhà nước, cùng với các tin tức về kinh tế quốc phòng, hoạt động sản xuất, kinh doanh ở các khu kinh tế - quốc phòng và các doanh nghiệp Quân đội. Bên cạnh đó, khán giả còn được xem các chuyên đề, phim tài liệu chính luận về lịch sử, quân sự, vũ khí trong nước và thế giới theo góc nhìn Quốc phòng của Việt Nam,.... Ngoài ra kênh cũng sẽ giới thiệu lịch sử truyền thống các đơn vị, quân binh chủng của Quân đội nhân dân Việt Nam, giới thiệu các danh tướng đất Việt, các Anh hùng Lực lượng vũ trang nhân dân trong lịch sử, các trận đánh lịch sử của dân tộc Việt Nam, cũng như giới thiệu các phát minh và thành tựu của ngành công nghiệp quốc phòng trên thế giới. Kênh còn tiếp sóng Đài Truyền hình Việt Nam trực tiếp các chương trình liên quan đến Quân đội.

## Đặc tính kỹ thuật và hạ tầng phát sóng
Kênh QPVN được xây dựng trên hệ thống công nghệ xử lý tín hiệu thành phần bằng kỹ thuật số (Digital Component) với chuẩn hình ảnh HD. Hệ thống trang thiết bị xử lý tín hiệu đồng bộ từ tiền kỳ đến hậu kỳ và phát sóng, đảm bảo số hóa dữ liệu 100% và được lưu trữ tập trung trên nền ITbase. Hiện tại, kênh QPVN đang được phát sóng với thời lượng 24/24h.
Trong thời gian đầu, kênh QPVN được phát sóng thử nghiệm và sau đó ra mắt chính thức trên toàn quốc thông qua các hệ thống truyền dẫn, phát sóng trên các hạ tầng truyền hình: truyền hình số vệ tinh K+, truyền hình cáp Việt Nam VTVCab, truyền hình cáp SCTV, truyền hình cáp HTVC, dịch vụ truyền hình IPTV và Mobile TV của Viettel, MobiTV - VivaTV (nay là AVG), FPT và VNPT. Kênh QPVN cũng được phát trực tuyến trên trang điện tử qpvn.vn, cùng một số chương trình đã phát sóng được lưu trữ trực tuyến trên mạng Internet.